# Камінь віри
Камінь віри (повна назва: «Камінь віри: православним церкви святої синам на затвердження і духовне творення. Хто же спотикається об камінь спотикання і спокуси — на підняття і виправлення», староцерк.-слов. Камєнь вѣры: православнымъ цєрквы святыѧ сыномъ на утвєрждєнїє и духовноє созиданїє. Прєтыкающымсѧ жє ω камєнь прєтыканїѧ и соблазна. На востанїє и исправленїє) — полемічний твір митрополита Стефана Яворського, спрямований проти протестантської проповіді в Росії.
Книга насамперед розрахована на православних, які схиляються до протестантизму. Митрополит Стефан розглядає догмати, оспорювані в той час протестантами.

## Історія створення
Приводом для написання книги, як сказано в її передмові, стала справа проти Димитрія Євдокимова в 1713 році. Димитрій народився і був вихований в Православ'ї, але в зрілому віці перейняв протестантські погляди в одного кальвініста, він перестав поклонятись іконам, Хресту і святим мощам ; Євдокимов поширював своє вчення і зібрав навколо себе людей, які поділяють його неправославні погляди. Один з послідовників Євдокимова цирульник Фома Іванов дійшов до такого зухвальства, що публічно виголошував в Чудовому монастирі хулу на святого Алексія-митрополита і розрубив ножем його ікону.. 1713 року був зібраний собор, на якому засудили відступників і їх наклали на них анафему. Фома Іванов покаявся за свій вчинок, але попри це його все одно судили цивільним судом і прирікли до страти. Решту послідовників, оскільки вони не змінили своїх поглядів, залишили під церковною забороною. Незабаром Євдокимов втратив дружину і вирішив одружитися вдруге; він покаявся і був прийнятий назад до церковного спілкування, де уклав шлюб з новою дружиною.
Митрополит Стефан працював над складанням свого знаменитого «Каменя віри», який повинен був служити, як він вважав, головним знаряддям православної полеміки проти протестантизму. Сам Стефан тільки в 1717 році після багатьох виправлень вирішив розпочати друкувати «Камінь віри». У своєму листі до архієпископа Чернігівського Антонія (Стаховського) митрополит Стефан просив останнього, «аще где либо [в книге] жестокая досада на противников обретается, оную надобе удалити или умягчити».
Як писав Антон Карташов, «Звичайно, Стефана попередили, що такий твір, шкідливий для держави, яка була зацікавлена в залученні іноземців, не буде надруковано». 27 листопада 1722 митрополит Стефан помер, так і не побачивши свою працю опублікованою

## Зміст
глави книги:
1. про святі ікони
2. про Знамення Чесного Хреста
3. про Святі Мощі
4. про Найсвятішу Євхаристію
5. про пркликання святих
6. про вхід святих душ, які вийшли з тіла, в небесні обителі і причастя небесної слави перед другим пришестям Христа
7. про благодаті тих хто представились, тобто про молитви, милостині, постах і особливо про безкровні жертви, що приносять за померлих
8. про перекази
9. про Найсвятішу Літургію
10. про Святий піст
11. про добрі справи, які сприяють вічному спасінню
12. про покарання єретиків

Мартіна Лютера митрополит Стефан називає "новим Голіафом " і «архіраввіном», а його діяльність він розглядав як боротьбу не тільки з «Римською церквою», а й з «Святою Церквою взагалі». Так само мішенню критики стає Жан Кальвін. Основними рисами протестантизму Стефан називає скасування ікон («святі ікони ідолами називають»), постів, добрих справ, покаяння, церковних правил, «целібат», «самовільні злидні». Він протиставляє діяльність протестантів («цих єретиків», «нововерців») діяльності апостолів: «Апостоли перетворювали козлів в овець, ці ж — навпаки».
Стефан захищає ікони на тій підставі, що вони святі не матеріально, а образно. На відміну від ідолів ікони не є тілом Бога. Вони служать нам нагадуванням про біблійні події. Втім, Стефан визнає, що крайніми іконоборцями є лише кальвіністи. Лютерани «сприймають деякі ікони» (Розп'яття, Таємна Вечеря), але не поклоняються їм. Разом з тим Стефан зауважує, що не всякий образ Бога гідний поклоніння. Так на Шостому Вселенському соборі було заборонено зображати Христа у вигляді агнця. При цьому Стефан вважає, що поклоніння юдеїв Мідному змію (від Мойсея до Єзекії) було благочестивим.
Стефан відкидає протестантську еклезіологію, доводячи, що церква не могла перетворитися на Вавилонську блудницю, не дивлячись на те що Стародавній Ізраїль багаторазово відходив від Бога. Для опису богослужіння Стефан використовує слово «латрія», а характерну практику поминання покійних він іменує «агіомнісією».
Особливо Стефан критикує старообрядців («розкольників») за шанування восьмиконечного хреста, помічаючи, що хрест і без табличок і підніжжя є хрестом, а також, що під час хресного знамення християни кладуть на себе знамення чотирикінцевого хреста.
Щодо Євхаристії, яка заперечує реальність присутності Христа під час цього таїнства, Стефан називає послідовниками єретика Беренгарія. Послідовниками цього лжевчення названі Джон Вікліф («Віклеф») і Ульріх Цвінглі («Звінглій»).
Стефан заперечує принцип sola Scriptura ґрунтуючись на тому, що єретики (аріани) часто невірно трактували слова Біблії і «прикривали свою душегубну єресь Святим Письмом, витлумаченим керуючись невіглаством, не вірячи тлумаченню святих Отців». Біблія для єретиків, таким чином, стає «каменем спотикання, спокуси і смерті».
Окремо Стефан порівнює порятунок і виправдання. Одне після смерті, інше ще за життя. Без виправдання немає порятунку.
Митрополит Стефан виводить «Догмат про покарання єретиків, що відриваються сьогодні від Святої Соборної Апостольської Східної Церкви», згідно з яким: «самим єретикам корисно є померти, і благодіяння їм буває, коли їх вбивають. Якщо ж єретики багато живуть, то вони більше грішать, ще більші принади винаходять, ще більше людей розбещують. Тим же і осуд, і тяжку муку на себе привертають. Це ж все, смерть праведна припиняє»
Заперечуючи протестантські думки, Стефан рясно черпає доводи з католицької системи, хоча і відкидає деякі католицькі догмати (наприклад, чистилище). Католицькі елементи увійшли в статті про виправдання, про добрі справи («для порятунку потрібні добрі справи так само, як і добра віра»). Протоієрей Іоанн Морев провів аналіз книги «Камінь віри» і звернув увагу на те, що Стефан просто перекладав, переписуючи, або переказував цілі величезні шматки текстів у латинських західних авторів: Беллярміна і Бекана. Серед таких запозичень у вищеназваних авторів був текст апологетики інквізиції.

## Доля книги
Після смерті Катерини I політична ситуація різко змінилася на користь прихильників Стефана Яворського. Після вступу на престол Петра II в травні 1727 року очікувалося і ймовірне відновлення патріаршества. Співчуваючи протестантам, Феофан Прокопович залишався на той момент пріоритетним членом Святійшого Синоду, але його позиції в цей час сильно похитнулися. Більшість синодальних постанов петровської пори скасовувалися указами Верховної таємної ради. Реальна влада зосередилася в руках його супротивників — віце-президентів Синоду архієпископа Ростовського Георгія (Дашкова) і архієпископа Тверського Феофілакта (Лопатинського).
У жовтні 1728 році з дозволу Верховної таємної ради, по засвідченню Феофілакта Лопатинського і під його наглядом «Камінь віри» побачив світ. Перше видання книги, надруковане в кількості 1200 примірників, розійшлося в один рік. Книга була перевидана в 1729 році в Москві, а в 1730 році — в Києві.
Книга викликала сильне невдоволення тих хто орієнтувався на німецькі протестантів придворні кола. Видання книги зачіпало багатьох, в тому числі і Феофана Прокоповича, якого багато хто звинувачував в симпатіях до протестантизму і навіть в єресі. Німецькі протестанти сприйняли видання книги «Камінь віри» як виклик, який вимагав негайної відповіді. Інформація про книгу вже в травні 1729 року з'явилася в Лейпцизьких вчених актах, а слідом за тим в тому ж році був виданий полемічний трактат єнського богослова Йоганна Франца Буддея «Апологітичний лист на захист лютеранської церкви». Найсильніше супротивників книги зачепило те, що вона повторює католицькі погляди на інквізицію і виправдовує страту єретиків. Улюбленець Петра I Михайло Ширяєв написав на захист «Каменя віри» один зі своїх віршів.
З вступом на престол Анни Іоанівни в 1730 році політичне становище круто змінилося. У трону стали іноземці, виховані на протестантизмі, а в церковній сфері безперечно першість отримав Феофан Прокопович. Домініканський чернець Бернард Рібейра, що жив в Росії при іспанському посольстві, написав спростування на книгу Буддея — «Антиапологетична відповідь католицької церкви». Архієпископ Феофілакт (Лопатинський) написав «Апокрисис». Обидва твори були написані в захист Стефана Яворського і його «Каменя віри» і призначалися для піднесення імператриці Анни Іоанівни.
В цей час в Росії анонімно вийшов злісний памфлет, що згодом став відомим під назвою «Молоток на камінь віри», автор якого навмисно створював образливий карикатурний пасквіль з елементами політичного доносу на адресу свого опонента. Митрополит Стефан Яворський представлений як таємний католицький агент, діючий в інтересах папи, свідомо противиться церковній політиці Петра I і виношує честолюбні плани відновлення патріаршества. Він звинувачується у всіляких гріхах: у непокорі царю і саботажі його доручень, пристрасті до розкоші, в симонії, співчутті політичним змовам Мазепи і царевича Олексія проти царя. Вчинки ж моральні, що не підлягають осуду, представляються як прояв єзуїтської хитрості. Автор з відвертою зневагою ставиться до російського народу, православного духовенства та чернецтва. В цілому твір не відрізняється богословської глибиною, нападки на митрополита Стефана займають більше місця, ніж критика його богословських поглядів. В кінці свого твору автор «Молотка …» висловлює впевненість, що імператриця Анна Іванівна, «подібна у всьому Петру, справжня петрова спадкоємиця», не потерпить торжества супротивників царя Петра I, і книга «Камінь віри» буде заборонена. Надії автора «Молотка …» виправдалися. Найвищим указом від 19 серпня 1732 року книга «Камінь віри» була заборонена.
Питання про авторство досі залишається однозначно невирішеним. Автор пасквіля — людина, безумовно, інформована про обставини особистого життя митрополита Стефана, в тому числі в Києві, його взаєминах з вищим духовенством і священством Рязанської єпархії. Він також добре обізнаний про взаємини Місцеблюстителя з імператором, розуміє обставини палацових інтриг при зміні влади. Майже немає ніякого сумніву, що це не іноземець, і не простий пастор, що жив в Росії, а людина, вхожа у вищі кола управління церкви або держави. Сучасні дослідники сходяться в тому, що її публікація була вигідна саме Феофану; більш того там міститься утішний відгук про нього. Сучасний дослідник Антон Григор'єв називає найімовірнішим кандидатом на авторство Антіоха Кантемира.
У 1730 році був позбавлений сану і заточений в Кирилів монастир архієпископ Київський Варлаам (Вонатович) за те, що не відслужив вчасно молебню на сходження імператриці на престол; але найбільше він завинив у тому, що погано утримував своє духовенство від розмов про єретинство Феофана і дозволив у себе в Києві нове видання «Каменя віри».
У 1735 році був заарештований і Феофілакт, за яким числилася важка провина, видання «Каменя віри» і який, крім того, по своїй щиросердній відвертості і довірливості до оточуючих, не раз дозволяв собі зайві фрази і про патріаршество, і про Феофана, і про німців, і про те, що імператриця Анна сіла на престол, обійшовши цесарівну.
У царювання Єлизавети Петрівни книга знову була надрукована в 1749 році. Потім її видавали кілька разів вже в XIX столітті: в 1836 і 1843 роках.